# Lijst van voetbalinterlands Fiji - Nieuw-Zeeland
Deze lijst van voetbalinterlands geeft een overzicht van alle officiële voetbalinterlands tussen de nationale teams van de Fiji en Nieuw-Zeeland. De landen hebben tot nu toe 35 keer tegen elkaar gespeeld, te beginnen met de vriendschappelijke interland in Auckland op 8 oktober 1968. Het laatste duel, een kwalificatiewedstrijd voor het Wereldkampioenschap voetbal 2026, vond plaats op 21 maart 2025 in Wellington.

## Wedstrijden
| №  | Plaats          | Datum             | Competitie           | Wedstrijd            | Uitslag |
| -- | --------------- | ----------------- | -------------------- | -------------------- | ------- |
| 1  | Auckland        | 8 oktober 1968    | Vriendschappelijk    | Nieuw-Zeeland − Fiji | 1 − 3   |
| 2  | Auckland        | 17 februari 1973  | OFC Nations Cup 1973 | Nieuw-Zeeland − Fiji | 5 − 1   |
| 3  | Suva            | 29 juni 1979      | Vriendschappelijk    | Fiji − Nieuw-Zeeland | 0 − 6   |
| 4  | Lautoka         | 1 juli 1979       | Vriendschappelijk    | Fiji − Nieuw-Zeeland | 0 − 3   |
| 5  | Suva            | 19 februari 1980  | Vriendschappelijk    | Fiji − Nieuw-Zeeland | 1 − 1   |
| 6  | Lautoka         | 21 februari 1980  | Vriendschappelijk    | Fiji − Nieuw-Zeeland | 0 − 2   |
| 7  | Nouméa          | 27 februari 1980  | OFC Nations Cup 1980 | Fiji − Nieuw-Zeeland | 4 − 0   |
| 8  | Suva            | 3 mei 1981        | WK 1982 kwalificatie | Fiji − Nieuw-Zeeland | 0 − 4   |
| 9  | Auckland        | 16 augustus 1981  | WK 1982 kwalificatie | Nieuw-Zeeland − Fiji | 13 − 0  |
| 10 | Suva            | 16 augustus 1983  | Vriendschappelijk    | Fiji − Nieuw-Zeeland | 2 − 0   |
| 11 | Nadi            | 18 augustus 1983  | Vriendschappelijk    | Fiji − Nieuw-Zeeland | 0 − 1   |
| 12 | Nadi            | 18 oktober 1984   | Vriendschappelijk    | Fiji − Nieuw-Zeeland | 1 − 2   |
| 13 | Suva            | 20 oktober 1984   | Vriendschappelijk    | Fiji − Nieuw-Zeeland | 1 − 1   |
| 14 | Mount Maunganui | 3 juni 1985       | Vriendschappelijk    | Nieuw-Zeeland − Fiji | 5 − 0   |
| 15 | Gisborne        | 5 juni 1985       | Vriendschappelijk    | Nieuw-Zeeland − Fiji | 3 − 0   |
| 16 | Auckland        | 7 juni 1985       | Vriendschappelijk    | Nieuw-Zeeland − Fiji | 2 − 0   |
| 17 | Lautoka         | 17 september 1986 | Vriendschappelijk    | Fiji − Nieuw-Zeeland | 2 − 4   |
| 18 | Suva            | 19 september 1986 | Vriendschappelijk    | Fiji − Nieuw-Zeeland | 1 − 2   |
| 19 | Suva            | 14 november 1988  | Vriendschappelijk    | Fiji − Nieuw-Zeeland | 1 − 1   |
| 20 | Auckland        | 7 juni 1992       | WK 1994 kwalificatie | Nieuw-Zeeland − Fiji | 3 − 0   |
| 21 | Nadi            | 19 september 1992 | WK 1994 kwalificatie | Fiji − Nieuw-Zeeland | 0 − 0   |
| 22 | Napier          | 22 mei 1993       | Vriendschappelijk    | Nieuw-Zeeland − Fiji | 2 − 0   |
| 23 | Palmerston      | 24 mei 1993       | Vriendschappelijk    | Nieuw-Zeeland − Fiji | 5 − 0   |
| 24 | Ba              | 7 juni 1997       | WK 1998 kwalificatie | Fiji − Nieuw-Zeeland | 0 − 1   |
| 25 | Auckland        | 18 juni 1997      | WK 1998 kwalificatie | Nieuw-Zeeland − Fiji | 5 − 0   |
| 26 | Brisbane        | 2 oktober 1998    | OFC Nations Cup 1998 | Nieuw-Zeeland − Fiji | 1 − 0   |
| 27 | Adelaide        | 6 juni 2004       | WK 2006 kwalificatie | Fiji − Nieuw-Zeeland | 0 − 2   |
| 28 | Lautoka         | 17 oktober 2007   | WK 2010 kwalificatie | Fiji − Nieuw-Zeeland | 0 − 2   |
| 29 | Lautoka         | 19 november 2008  | WK 2010 kwalificatie | Nieuw-Zeeland − Fiji | 0 − 2   |
| 30 | Honiara         | 2 juni 2012       | WK 2014 kwalificatie | Fiji − Nieuw-Zeeland | 0 − 1   |
| 31 | Port Moresby    | 28 mei 2016       | WK 2018 kwalificatie | Nieuw-Zeeland − Fiji | 3 − 1   |
| 32 | Lautoka         | 24 maart 2017     | WK 2018 kwalificatie | Fiji − Nieuw-Zeeland | 0 − 2   |
| 33 | Wellington      | 28 maart 2017     | WK 2018 kwalificatie | Nieuw-Zeeland − Fiji | 2 − 0   |
| 34 | Doha            | 21 maart 2022     | WK 2022 kwalificatie | Nieuw-Zeeland − Fiji | 4 − 0   |
| 35 | Wellington      | 21 maart 2025     | WK 2026 kwalificatie | Nieuw-Zeeland − Fiji | 7 − 0   |

## Samenvatting
| Competitie        | Totaal gespeeld | Winst Fiji | Gelijk | Winst Nieuw-Zeeland | Doelsaldo Fiji – Nieuw-Zeeland |
| ----------------- | --------------- | ---------- | ------ | ------------------- | ------------------------------ |
| WK-kwalificatie   | 15              | 1          | 1      | 13                  | 3 − 49                         |
| OFC Nations Cup   | 3               | 1          | 0      | 2                   | 5 − 6                          |
| Vriendschappelijk | 17              | 2          | 3      | 12                  | 12 − 41                        |
| Totaal            | 35              | 4          | 4      | 27                  | 20 − 96                        |

FFA · A-internationals · Fijisch vrouwenelftal
1950 – 1959 · 
1960 – 1969 · 
1970 – 1979 · 
1980 – 1989 · 
1990 – 1999 · 
2000 – 2009 · 
2010 – 2019 ·
2020 − 2029
Amerikaans-Samoa ·
Australië ·
China ·
Cookeilanden ·
Estland ·
Filipijnen ·
Hongkong ·
India ·
Indonesië ·
Maleisië ·
Mauritius ·
Mexico ·
Nieuw-Caledonië ·
Nieuw-Zeeland ·
Papoea-Nieuw-Guinea ·
Salomonseilanden ·
Samoa ·
Singapore ·
Tahiti ·
Taiwan ·
Tonga ·
Vanuatu
NZF · A-internationals · Bondscoaches · Statistieken · N-Zeelands vrouwenelftal · Olympisch elftal · N-Zeeland U21 · N-Zeeland U20 · N-Zeeland U19 · N-Zeeland U18 · N-Zeeland U17
1920 – 1949 ·
1950 – 1959 ·
1960 – 1969 ·
1970 – 1979 ·
1980 – 1989 ·
1990 – 1999 ·
2000 – 2009 ·
2010 – 2019 ·
2020 − 2029
WK 1982 ·
WK 2010
OS 2008 ·
OS 2012 ·
OS 2020
1922 · 
1923 · 
1924 · 
1925–1926 ·
1927 · 
1928–1932 ·
1933 · 
1934–1935 ·
1936 · 
1937 · 
1938–1945 ·
1946 · 
1947 · 
1948 · 
1949–1950 ·
1951 · 
1952 · 
1953 ·
1954 · 
1955 · 
1956 ·
1957 · 
1958 · 
1959 · 
1960 · 
1961 · 
1962 · 
1963 ·
1964 · 
1965–1966 ·
1967 · 
1968 · 
1969 · 
1970 · 
1971 · 
1972 · 
1973 · 
1975 · 
1976 · 
1977 · 
1978 · 
1979 · 
1980 · 
1981 · 
1982 · 
1983 · 
1984 · 
1985 · 
1986 · 
1987 · 
1988 · 
1989 · 
1990 · 
1991 · 
1992 · 
1993 · 
1994 · 
1995 · 
1996 · 
1997 · 
1998 · 
1999 · 
2000 · 
2001 · 
2002 · 
2003 · 
2004 · 
2005 · 
2006 · 
2007 · 
2008 · 
2009 · 
2010 · 
2011 · 
2012 · 
2013 ·
2014 ·
2015 ·
2016 ·
2017 ·
2018 ·
2019 ·
2020 ·
2021 ·
2022 ·
2023 ·
2024
Australië ·
Bahrein ·
Botswana ·
Brazilië ·
Canada ·
Chili ·
China ·
Colombia ·
Congo-Kinshasa ·
Cookeilanden ·
Costa Rica ·
Curaçao ·
Duitsland ·
Egypte ·
El Salvador ·
Engeland ·
Estland ·
Fiji ·
Frankrijk ·
Gambia ·
Georgië ·
Ghana ·
Griekenland ·
Honduras ·
Hongarije ·
Ierland ·
India ·
Indonesië ·
Irak ·
Iran ·
Israël ·
Italië ·
Jamaica ·
Japan ·
Jordanië ·
Kenia ·
Koeweit ·
Libanon ·
Litouwen ·
Maleisië ·
Marokko ·
Mexico ·
Myanmar ·
Nieuw-Caledonië ·
Noord-Ierland ·
Noorwegen ·
Oezbekistan ·
Oman ·
Papoea-Nieuw-Guinea ·
Paraguay ·
Peru ·
Polen ·
Portugal ·
Qatar ·
Rusland ·
Salomonseilanden ·
Samoa ·
Saoedi-Arabië ·
Schotland ·
Servië ·
Singapore ·
Slovenië ·
Slowakije ·
Soedan ·
Sovjet-Unie ·
Spanje ·
Tahiti ·
Taiwan ·
Tanzania ·
Thailand ·
Trinidad en Tobago ·
Tunesië ·
Turkije ·
Uruguay ·
Vanuatu ·
Venezuela ·
Verenigde Arabische Emiraten ·
Verenigde Staten ·
Wales ·
Wit-Rusland ·
Zuid-Afrika ·
Zuid-Korea ·
Zuid-Vietnam ·
Zweden
Italië (2010) ·
Schotland (1982) · 
Slowakije (2010)